# Methanohalobium evestigatum
Methanohalobium evestigatum (лат.) — вид архей из семейства Methanosarcinaceae порядка  	Methanosarcinales. На июнь 2017 года единственный в роду Methanohalobium.
Геном штамма Z-7303 был расшифрован, он содержит приблизительно 2437 генов. В этом же исследовании были установлены ближайшие родственники штамма с расшифрованными геномами: Methanosarcina acetivorans, Methanosarcina barkeri, Methanococcoides burtonii, Methanosaeta concilii, Methanohalophilus mahii, Methanosarcina mazei, Methanosaeta thermophila, Methanosalsum zhilinae.